# جوردن سميث (مغني)
جوردن سميث (بالإنجليزية: Jordan Smith)‏ هو مغني وكاتب أغاني أمريكي، ولد في 4 نوفمبر 1993 في مقاطعة ويتلي في الولايات المتحدة.

## وصلات خارجية
- الموقع الرسمي
- جوردن سميث على موقع ميوزك برينز (الإنجليزية)
- جوردن سميث على موقع أول ميوزيك (الإنجليزية)